# 胡麻黄耆
胡麻黄耆（学名：Astragalus sesamoides）为豆科黄芪属的植物。分布于中亚、阿富汗以及中国大陆的新疆等地，生长于海拔1,100米的地区，见于村旁圈牲畜的土墙顶部，目前尚未由人工引种栽培。